# Дафни Шелдрик
Д-р дейм Дафни Шелдрик (на английски: Daphne Sheldrick) е британка, родена и израснала в Кения. Посветила е целия си живот в грижи и опазване на африканската природа. Повече от 30 години се грижи за осиротели животни.

## Биография
Дафни Шелдрик е британка, чието семейство се премества да живее в Кения още в началото на ХХ век. Дафни е родена и израснала на африканска земя и още от малка се влюбва в природата около нея.
Омъжвала се е 2 пъти. Вторият ѝ съпруг Дейвид Шелдрик е бил легендарният управител на национален парк „Източен Цаво“ в Кения. След неговата смърт през 1977 г. Дафни заедно с голямата си дъщеря Джилв основават Тръста за диви животни „Дейвид Шелдрик“ в негова чест. Днес начело на тръста стои малката дъщеря на Дафни, Анджела.
Дафни Шелдрик придобива международна известност благодарение на работата си с осиротели слонове, носорози, зебри и други животни. Основава сиропиталище за диви животни в национален парк Найроби, където постоянно пристигат малки животни сираци. Дафни живее там.
През 2001 г. Дафни Шелдрик е удостоена с кенийския „Орден на горящото копие“, през 2002 г. получава наградата на Би Би Си „За заслуги“, а през 2006 г. става дейм командор на Ордена на Британската империя. Това е първото рицарско звание в Кения от 1963 г., когато страната получава независимост. Удостоена е през 2000 г. със званието доктор хонорис кауза по ветеринарна медицина и хирургия на университета на Глазгоу.
През 2012 г. на английски език е публикувана автобиографията на Дафни Шелдрик със заглавие An African Love Story: Love, Life, and Elephants. Книгата ѝ преведена и на български под заглавие Любовта ми Африка: Любов, живот и слонове (Вакон, 2013).